# زنان در جمهوری چک
جمهوری چک حقوق مدنی گسترده‌ای به شهروندان زن ارائه می‌دهد و زنان چکی تاریخ طولانی در مشارکت فعال در جامعه چک دارند. با این وجود، زنان در جمهوری چک همچنان با تبعیض جنسیتی، به ویژه در محیط کاری و عرصه سیاسی مواجه هستند.

## حق رأی
زنان در چک مدرن از زمان تأسیس آن دارای حق رأی بودند، اگرچه زنان چکی در جنبش‌های قبلی حق رأی در امپراتوری اتریش-مجارستان نیز مشارکت داشتند. زنان در چکسلواکی در سال ۱۹۲۰ با تصویب قانون اساسی توسط مجلس ملی چکسلواکی حق رأی دریافت کردند. این حق در سال ۱۹۱۸ در «اعلامیه واشینگتن» که توسط توماش ماساریک، اولین رئیس‌جمهور چکسلواکی، نوشته شد وعده داده شده بود. این تصمیم پس از جنبش حق رأی در داخل اتریش-مجارستان با حضور فمینیست‌های برجسته چک از جمله فرانتیشکا پلامینکووا، ماریه تومووا، و شارلوت گاریگ ماساریک اتفاق افتاد. جنبش حق رأی چک به شدت با جنبش ملی‌گرایانه ارتقای استقلال مرتبط بود. اگرچه حق رأی تا قانون اساسی ۱۹۲۰ به قانون تبدیل نشده بود، نامزدهای زن در انتخابات چک در اوایل دهه ۱۹۲۰ حضور داشتند. بوزنا ویکوا-کونیتیچکا در سال ۱۹۱۲ اولین زنی بود که به دفتر انتخاب شد.
در مورد ملاحظاتی که تونس هنگام امضای کنوانسیون رفع همه اشکال تبعیض علیه زنان در سال ۱۹۷۹ نشان داد، آن‌ها حاکی از این هستند که افراد در قدرت هنوز تصمیمی برای برداشتن گام برابری نگرفته‌اند. این توافق‌نامه در ۲۴ ژوئیه ۱۹۸۰ امضا شد، اما با ملاحظاتی مشابه دیگر کشورهای مسلمان، در مورد چند بند از بخش‌های ۱۵، ۱۶ و ۲۹ به دلیل تناقض آن‌ها با مفاد قانون وضعیت شخصی و قرآن.
برای گرامیداشت پنجاهمین سالگرد اجرای قانون وضعیت شخصی (تونس), رئیس‌جمهور زین‌العابدین بن علی دو لایحه را اعلام کرد که توسط مجلس نمایندگان تونس در ۸ می ۲۰۰۷ به تصویب رسید. اولین لایحه حقوق قانونی مسکن مادرانی که حضانت فرزندان را دارند، تقویت می‌کند، و دومین لایحه سن قانونی ازدواج را برای هر دو جنس در ۱۸ سال تعیین می‌کند، علی‌رغم این که سن واقعی میانگین ازدواج قبلاً برای زنان به بیش از ۲۵ سال و برای مردان به ۳۰ سال رسیده بود.

## حقوق باروری و زندگی خانوادگی
سقط جنین در جمهوری چک تا ۱۲ هفته از بارداری قانونی است. زنان چکی می‌توانند در این دوره بنا به درخواست خود سقط جنین انجام دهند و سقط جنین می‌تواند برای نجات جان مادر یا در موارد تجاوز یا زنا انجام شود تا ۲۴ هفته پس از بارداری. اکثریت شهروندان چکی، ۷۹٪ در ماه مه ۲۰۲۳، معتقدند که سقط جنین باید به درخواست زنان مجاز باشد.
با توجه به اینکه حقوق سقط جنین در کشور همسایه لهستان در سال ۲۰۲۱ به شدت محدود شد، فعالان چک گروهی به نام «Ciocia Czesia»(عمه چک) تأسیس کردند تا به زنان لهستانی در سفر به جمهوری چک برای انجام سقط جنین امن کمک کنند.
زایمان در جمهوری چک فرایندی نسبتاً ایمن است و نرخ مرگ و میر مادران و نوزادان پایین است. نرخ مرگ و میر مادران در جمهوری چک ۳ مرگ در هر ۱۰۰٬۰۰۰ تولد زنده (تا سال ۲۰۱۷) و نرخ مرگ و میر نوزادان ۲٫۴۲ مرگ در هر ۱٬۰۰۰ تولد زنده است که یکی از پایین‌ترین نرخ‌ها در جهان به‌شمار می‌رود. نرخ ایدز کمتر از ۰٫۱٪ در بزرگسالان (در سنین ۱۵–۴۹ سال) است. نرخ باروری کلی (TFR) برابر با ۱٫۴۹ کودک به ازای هر زن است (برآوردهای ۲۰۲۱).
همانند بسیاری از کشورهای اروپایی دیگر، تشکیل خانواده در جمهوری چک آزادتر شده است. هم‌زیستی بدون ازدواج افزایش یافته و ارتباط بین باروری و ازدواج در چند دهه گذشته کاهش یافته است؛ تا سال ۲۰۱۷، ۴۹٪ از تولدها در جمهوری چک مربوط به زنان مجرد بوده است.